# Contea di Huaibin
La contea di Huaibin (淮滨县S, Huáibīn XiànP) è una contea della Cina, situata nella provincia di Henan e amministrata dalla prefettura di Xinyang.